# Evaniella rufa
Evaniella rufa är en stekelart som först beskrevs av Taschenberg 1891.  Evaniella rufa ingår i släktet Evaniella och familjen hungersteklar. Inga underarter finns listade i Catalogue of Life.